# Majavatn (stacja kolejowa)
Majavatn – stacja kolejowa w Majavatn, w regionie Nordland w Norwegii, jest oddalona od Trondheim o 321,74 km. Jest położona na wysokości 319,9 m n.p.m.

## Ruch dalekobieżny
Leży na linii Nordlandsbanen. Stacja przyjmuje trzy pary pociągów do Trondheim i Bodø.

## Obsługa pasażerów
Parking, poczekalnia, WC.